# Nia Sharma
Nia Sharma (Delhi, 17 de septiembre de 1990) es una actriz de televisión india. Interpretó el papel de Manvi en la serie de StarPlus Ek Hazaaron Mein Meri Behna Hai, de Roshni en Jamai Raja y ofició como concursante en el programa Fear Factor: Khatron Ke Khiladi en 2017, figurando entre los cinco finalistas. Actualmente interpreta el rol de Aarohi en la serie de Colors TV Ishq Mein Marjawan.
Sharma logró la popularidad en su país por su participación en la serie web Twisted. Fue ubicada en la lista de las 50 mujeres más hermosas de Asia publicada por el diario británico Eastern Eye, ubicándose en la tercera posición en 2016. Por su destacada actuación en la televisión india, ha recibido una gran cantidad de premios y galardones entre los que destacan dos premios Zee Rishtey, dos premios de la Academia de Televisión de la India y un premio Star Parivaar, además de un gran número de nominaciones en diferentes categorías.

## Biografía

### Primeros años
Nia Sharma nació en Delhi. Estudió en la academia JIMS Rohini en esa ciudad, graduándose en comunicaciones.

### Carrera

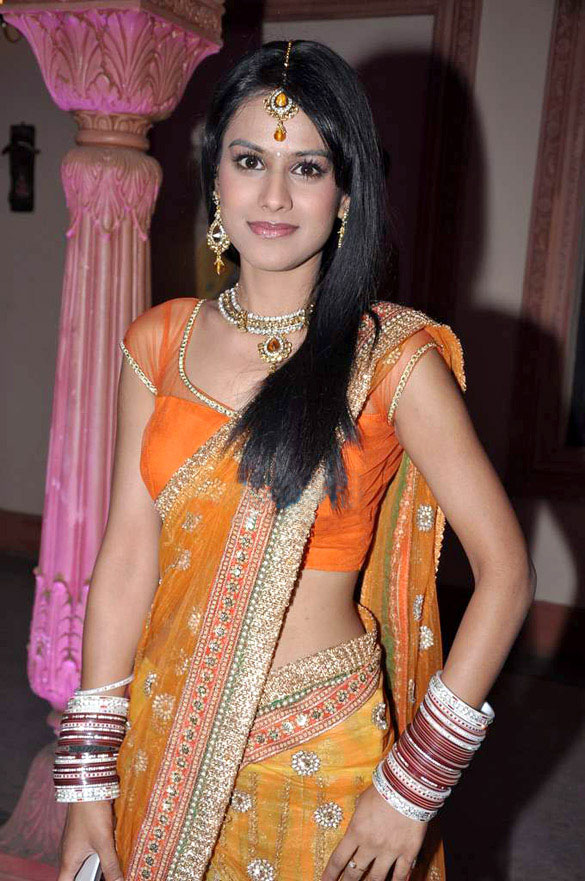
Sharma en el set de Yeh Rishta Kya Kehlata Hai.

Nia inició su carrera en la televisión con una participación en la serie Kaali- Ek Agnipariksha. Acto seguido integró el reparto de la serie Behnein. Un año después realizó un cameo en el programa de telerrealidad The Player. En 2011 tuvo su primer gran oportunidad interpretando el papel femenino principal en la serie Ek Hazaaron Mein Meri Behna Hai, un personaje que padece de cáncer. Para este papel, Nia se convirtió en la primera actriz de la televisión india que rapó su cabeza para interpretar este rol. Su destacada actuación le valió ganar el premio Desh ki Dhadkan en la gala de los Indian Telly Awards en 2012 en la categoría de mejor actriz.
En 2014, Nia interpretó el papel principal de Roshni en la serie de Zee TV Jamai Raja junto con Ravi Dubey, aunque abandonó la serie en 2016, luego de integrar su elenco por dos años. En 2017 interpretó el papel de Alia Mukherjee en la serie web creada por Vikram Bhatt Twisted, hecho que representó un alejamiento de sus papeles tradicionales y le valió el reconocimiento de la crítica especializada y la audiencia general. Más tarde participó en el programa de telerrealidad Fear Factor: Khatron Ke Khiladi en su octava temporada. Nia fue eliminada inicialmente el 6 de agosto pero el 27 de ese mismo mes regresó a la competencia.
En 2018 se anunció que Nia Sharma interpretaría nuevamente el personaje principal femenino en la secuela de la serie web Twisted.

## Plano personal
Su nombre real es Neha Sharma pero lo cambió al enterarse de que ya existía una actriz con ese nombre en la industria cinematográfca. Nia es la más joven entre sus hermanos. Fue ubicada en la posición No. 3 en 2016 y en la posición No. 2 en 2017 en la lista de las 50 mujeres más hermosas de Asia publicada por el diario británico Eastern Eye.

## Filmografía

### Televisión
| Título                              | Papel                        | Canal     | Año           |
| ----------------------------------- | ---------------------------- | --------- | ------------- |
| Kaali - Ek Agnipariksha             | Anu                          | Star Plus | 2010–11       |
| Behenein                            | Nisha Mehta                  | Star Plus | 2011          |
| Nayi Soch Ki Talaash Aamir Ke Saath | Manvi Chaudary               | TV Movie  | 2012          |
| Starlite                            | Ella misma                   | TV Series | 2012–13       |
| Ek Hazaaron Mein Meri Behna Hai     | Manvi Chaudhary              | Star Plus | 2011–13       |
| Jamai Raja                          | Roshni Patel                 | Zee TV    | 2014–16       |
| Comedy Nights Bachao                | Ella misma                   | Colors TV | 2016          |
| Twisted Season 1 and 2              | Alia Mukherjee/Seema Khanna  | Serie web | 2017, 2018    |
| Fear Factor: Khatron Ke Khiladi 8   | Participante                 | Colors TV | 2017          |
| Rasoi Ki Jung Mummyon Ke Sung       | Participante                 | Colors TV | 2017          |
| Meri Durga                          | Palasha Trivedi              | Star Plus | 2017–18       |
| Ishq Mein Marjawan                  | Aarohi Kashyap/Anjali Sharma | Colors TV | 2018–presente |

### Apariciones especiales
| Título                     | Papel      | Canal     | Año  |
| -------------------------- | ---------- | --------- | ---- |
| The Player                 | Cameo      | Channel V | 2011 |
| Yeh Rishta Kya Kehlata Hai | Ella misma | Star Plus | 2012 |
| Qubool Hai                 | Roshni     | Zee TV    | 2014 |
| Tashan-e-Ishq              | Roshni     | Zee TV    | 2016 |
| Bhaag Bakool Bhaag         | Ella misma | Colors TV | 2017 |
| Udaan Sapnon Ki            | Aarohi     | Colors TV | 2018 |